# Chimarra centralis
Chimarra centralis är en nattsländeart som beskrevs av Ross 1959. Chimarra centralis ingår i släktet Chimarra och familjen stengömmenattsländor. Inga underarter finns listade i Catalogue of Life.